# گل‌حسرت برف‌دوست
گل‌حسرت برف‌دوست (نام علمی: Colchicum szovitsii ) ،نام یکی از گونه‌های سردهٔ سورنجان (گل حسرت) است.  گل‌های این گونه در بهار و ماه فروردین و اردیبهشت ظاهر می‌شود. از مشخصات مهم آن وجود دو برگ راست است که هم زمان با گل‌ها ظاهر می‌شود محل رویش آن چمنزارهای مرطوب است. باریک آن نیز به همراه گل‌ها به وجود می‌آیند. دارای گل‌هایی به رنگ سفید متمایل به صورتی یاسمنی دارد. (یاسمنی، بنفش کم‌رنک کدر، آمیخته با کمی رنگ سفید) دیده می‌شود. در رشته کوه‌های البرز و زاگرس می‌روید.